# Pavlovo
Huyện Pavlovo (tiếng Nga: ? райо́н) là một huyện hành chính tự quản (raion), của Tỉnh Nizhny Novgorod, Nga. Huyện có diện tích 29 km², dân số thời điểm ngày 1 tháng 1 năm 2000 là 70400 người. Trung tâm của huyện đóng ở Pavlovo.